# Neighbors Know My Name
"Neighbors Know My Name" é uma canção gravada pelo cantor e compositor norte-americano Trey Songz. Foi enviada para as principais estações de rádio rhythmic contemporary e urban contemporary nos Estados Unidos a 16 de Fevereiro de 2010 como o quinto e último single do seu terceiro álbum de estúdio, Ready (2009), pela editora discográfica Atlantic Records. Foi composta por Songz, Troy Taylor e Patrick Hayes, com produção e arranjos pelos dois últimos. Em geral, a faixa foi recebida com opiniões positivas pelos críticos especialistas em música contemporânea, com alguns descrevendo-a como tendo um gancho pesado e uma linha de baixo poderosa. Nos EUA, "Neighbors Know My Name" atingiu a quadragésima terceira posição da tabela musical Billboard Hot 100 e a quarta da Hot R&B/Hip-Hop Songs, tornando-se no terceiro trabalho do rapper a posicionar-se dentro das cinco melhores colocações na última tabela. O seu vídeo musical foi dirigido por Yolande Geralds e lançado a 1 de Março de 2010. Geralds já havia dirigido os vídeos dos singles "I Invented Sex" (2009) e "Say Aah" (2010) para Songz. Para promover o single, o intérprete cantou o tema ao vivo no programa de televisão 106 & Park a 11 de Fevereiro de 2010.

## Antecedentes e lançamento
A produção para Ready, terceiro trabalho de estúdio de Songz, teve início no fim de 2008 e foi finalizada em 2009. Quando o artista começou a gravar material para o disco, o seu objectivo era de este fazer o crossover e aumentar a sua presença nas principais estações de rádio. O primeiro single do disco, "I Need a Girl" (2009), foi lançado com o fim de conectar-se à contemporary hit radio. De acordo com Songz, é "uma canção muito orientada para a rádio que ir-se-ia suceder optimamente e ser reproduzida fortemente na rádio durante algum tempo. Não era uma canção que eu esperava que durasse para sempre, ou uma que eu estive animado por cantar, mas foi uma canção que eu sabia que ir-se-ia suceder bem." Enquanto falava sobre os singles seguintes, o artista achou que "I Invented Sex" seria uma "música que iria definir a [minha] carreira, e eu sabia que 'Say Aah' seria uma canção monstruosa de discoteca." "Nós estámos a tratar de cada canção, cada gancho, cada refrão, cada ponte, e estamos a ter a certeza que todas as canções são o melhor possível. O álbum não será apenas uma compilação de músicas, mas sim uma obra de arte clássica." "Neighbours Know My Name" foi enviada às principais estações de rádio rhythmic contemporary e urban contemporary a 16 de Fevereiro de 2010 como o quinto e último single de Ready.

## Recepção crítica
Melanie Bertoldi, para a revista Billboard, fez uma análise positiva na qual afirmou: "O seu alcance vocal é notável aqui, incluindo o falsetto de safado com o qual ele gentilmente instrui a sua parceira para 'pegar esta almofada/Se você mordê-la, eles não vão ouvir'." Bertoldi também vangloriou a produção da obra, comentando: "'Neighbors' emprega uma linha do baixo poderosa e um efeito de drip-drop para prover o pano de fundo erótico ideal para a conversa mal-intencionada de Songz." Ela também apontou que a canção foi inspirada pelo "antecedente estilístico" do artista: R. Kelly. Mark Edward Nero, para o portal About.com, também disse que "Neighbors Know My Name" foi inspirada por R. Kelly, chamando a faixa de um dos melhores trabalhos do álbum. "Trey gaba-se sobre como os seus vizinhos provavelmente conhecem-no porque a sua mulher grita durante o sexo. 'While I be bangin' on your body, they be bangin' on our wall — ele canta. 'While they be dreamin', you be screamin', now they bangin' on our door.'" Análises críticas de Ready publicadas pelo Allmusic e pelo PopMatters observaram a canção como um destaque. Ken Capobianco, para o jornal The Boston Globe, elogiou o braggadocio da obra, bem como o de "I Invented Sex"; contudo, comentou que a música foi "cómica sem intenção". Andrew Rennie, para a Now Magazine, disse que o estilo e o gancho pesado de Ready foram evidentes em "Neighbors Know My Name" e em "LOL :-)".

## Divulgação
O vídeo musical para "Neighbors Know My Name" foi dirigido por Yolande Geralds, que também dirigiu os vídeos para "I Invented Sex" (2009) e "Say Aah" (2010). Foi noticiado que as cantoras Teairra Marí, D. Woods e Shanell iriam fazer aparições, no entanto, as suas cenas foram eventualmente cortadas da edição final. A estreia do vídeo ocorreu a 1 de Março de 2010. Dois dias depois, ele apareceu no primeiro posto do segmento "The New Joint of the Day" do programa de televisão 106 & Park. O vídeo começa em uma cena íntima na banheira, onde Songz e a modelo-actriz Jessica White bebem champanhe, enquanto "Panty Droppa", a faixa introdutória de Ready, é tocada no pano de fundo. Em seguida, "Panty Droppa" transforma-se em "Neighbors Know My Name", com o resto do vídeo tendo lugar num quarto, onde são mostradas cenas de amor entre Songz e White. Algumas cenas também incluem o rapper parado em frente a um fundo vermelho.
O rapper interpretou "Neighbors Know My Name" ao vivo no 106 & Park a 11 de Fevereiro de 2010 para a "Semana do Amor", com uma mistura de "Say Aah" e "I Invented Sex".

## Alinhamento de faixas
A versão para download digital apresenta apenas a versão do álbum.
- Download digital[15][16]

1. "Neighbors Know My Name" (versão do álbum) — 3:06

## Créditos e pessoal
Os créditos seguintes foram adaptados do encarte do álbum Ready (2009):
- Patrick Hayes — composição, produção e arranjos
- Jean Marie Horvat — mixagem
- John McGee — gravação
- Trey Songz — composição, vocais principais
- Troy Taylor — composição, produção e arranjos

## Desempenho nas tabelas musicais
Na semana que terminou a 13 de Março de 2010, "Neighbors Know My Name" estreou no número 88 da tabela musical Billboard Hot 100. Um pouco mais de um mês depois, atingiu o seu pico no número 43. Na sua vigésima primeira semana na tabela, o single alcançou o seu pico na quarta posição da Hot R&B/Hip-Hop Songs, tornando-se o quarto single de Ready a posicionar-se entre as dez melhores colocações, e o terceiro do artista a posicionar-se entre os cinco melhores postos. Devido ao seu lançamento limitado para estações de rádio na América do Norte, "Neighbors Know My Name" apenas entrou em tabelas musicais dos Estados Unidos.
| País — Tabela musical (2009/10)                            | Posição de pico |
| ---------------------------------------------------------- | --------------- |
| Estados Unidos — Billboard Hot 100                         | 43              |
| Estados Unidos — Hot Radio Songs (Billboard)               | 22              |
| Estados Unidos — Hot R&B/Hip-Hop Songs (Billboard)         | 4               |
| Estados Unidos — Hot R&B/Hip-Hop Airplay (Billboard)       | 4               |
| Estados Unidos — Hot R&B/Hip-Hop Digital Songs (Billboard) | 29              |